# آن یونگ هوان
آن یونگ هوان (انگلیسی: Ahn Jung-hwan؛ زادهٔ ۲۷ ژانویهٔ ۱۹۷۶) بازیکن فوتبال بازنشستهٔ اهل کره جنوبی است.
او ۷۱ بار در تیم ملی فوتبال کره جنوبی بازی کرد و ۱۷ گل به ثمر رساند که مشهورترینش گل طلایی به ایتالیا در مرحلهٔ یک‌هشتم نهایی جام جهانی ۲۰۰۲ بود؛ گلی که باعث اخراجش از باشگاه پروجای ایتالیا شد.